# Łopiennik Górny (Krasnystaw)
Pour les articles homonymes, voir Łopiennik Górny.
Łopiennik Górny (prononciation : [wɔˈpjɛnnik ˈɡurnɨ]) est un village polonais de la gmina de Łopiennik Górny dans le powiat de Krasnystaw de la voïvodie de Lublin dans l'est de la Pologne.
Le village est le siège administratif (chef-lieu) de la gmina appelée gmina de Łopiennik Górny.
Il se situe à environ 11 kilomètres au nord-ouest de Krasnystaw (siège du powiat) et 40 kilomètres au sud-est de Lublin (capitale de la voïvodie).
Le village comptait approximativement une population de 563 habitants en 2008.

## Histoire
De 1975 à 1998, le village est attaché administrativement à la Voïvodie de Chełm.

Depuis 1999, il fait partie de la nouvelle voïvodie de Lublin.